# 渡文明
渡 文明（わたり ふみあき、1936年（昭和11年）10月13日 - 2020年 (令和2年) 12月24日）は、日本の実業家。従三位。日本石油副社長、日石三菱社長、新日本石油代表取締役社長・会長、JXホールディングス相談役。社団法人日本経済団体連合会副会長、石油連盟会長、第33期慶應義塾評議員、日本赤十字社理事、日本経団連評議員会議長（第5代）などを歴任。「ENEOS（エネオス）」の生みの親と呼ばれる。
2008年（平成20年）には、ルーマニア政府より「ルーマニア国家勲章」を授与された。

## 来歴

### 経歴
- 1936年 東京都赤坂生まれ
- 1944年 島根県邑南町に疎開、阿須那国民学校（現邑南町立阿須那小学校）に編入学
- 1947年 世田谷区立祖師谷小学校編入学
- 1952年3月 成城学園中学校卒業
- 1955年3月 成城学園高等学校卒業
- 1960年3月 慶應義塾大学経済学部経済学科（山本登ゼミ・矢内原勝ゼミ）卒業
- 1960年4月 日本石油株式会社入社、同社新潟製油所運輸課勤務
- 1964年3月 日本石油株式会社 大阪支店販売調整課勤務
- 1970年4月 日本石油株式会社 販売部黒油課勤務
- 1970年5月 日本石油株式会社 販売部黒油課係長
- 1972年 日本石油株式会社 販売部白油課ガソリン担当係長
- 1973年 労働組合本社支部副委員長兼務
- 1978年3月 日本石油株式会社 販売2部燃料課課長代理
- 1981年 日本石油株式会社 販売2部燃料1課長
- 1984年 日本石油株式会社 販売1部販売課長
- 1990年 日本石油株式会社 販売部長
- 1992年 日本石油株式会社 取締役販売部長
- 1995年 日本石油株式会社 常務取締役
- 1998年6月 日本石油株式会社 副社長
- 1999年4月 日石三菱株式会社 副社長
- 2000年6月 日石三菱株式会社 代表取締役社長
- 2003年 石油連盟 会長（ - 2008年）
- 2005年6月 新日本石油株式会社 代表取締役会長
- 2006年 社団法人日本経済団体連合会副会長（ - 2010年）・広報委員長（ - 2007年）
- 2008年 ルーマニア国家勲章受章
- 2010年4月 JXホールディングス株式会社 相談役
- 2010年5月 一般社団法人日本経済団体連合会評議員会議長
- 2011年9月 学校法人成城学園理事
- 2012年3月 一般社団法人日本経済団体連合会審議員会議長（ - 2014年）
- 2012年5月 学校法人成城学園副理事長
- 2013年 株式会社民間資金等活用事業推進機構代表取締役社長、日本郵政株式会社 取締役
- 2014年4月 旭日大綬章受章[4]
- 2014年6月 学校法人成城学園理事長、JXホールディングス株式会社 名誉顧問[5][4]
- 2020年12月24日 急性心筋梗塞のため死去[1]。84歳没。死没日をもって従三位に叙される[6]。

### 日本石油
東京都赤坂生まれの島根県邑南町育ち。1904年8月30日生まれの父・渡弘文は、島根県大田市大家地区の名家出身で、関西学院大学卒業後沖島鎌三衆議院議員私設秘書、大阪海上火災保険従業員などを経て、協営商会設立に参画。文明の名は沖島鎌三衆議院議員による命名。1909年12月17日生まれの母・鈴は、島根県阿須那村（現邑南町）で造り酒屋・池月酒造を営み、特定郵便局長などを務める地主・末田家出身。従兄弟伯父には画家の末田利一・元東京藝術大学名誉教授がいる。遠縁に日本マクドナルド社長を務めた藤田田。父母ともに1994年に死去。1940年生まれの弟・渡克己は王子製紙常務や旭洋紙パルプ社長・会長を務めた。
東京市中之町尋常小学校付属幼稚園（のちの港区立中之町幼稚園）、乃木国民学校（のちの港区立赤坂小学校）を経て太平洋戦争の戦局悪化に伴い、1944年から母とともに母の実家のある島根県邑南町に一時疎開し、阿須那国民学校に編入した。その後、末田家養子入りの話を断り、1947年帰京。祖師谷の新築の家に住み、世田谷区立祖師谷小学校を経て、成城学園中学校・高等学校に進学。中高では柔道部に所属した。高校卒業後、1年間の浪人を経て慶應義塾大学経済学部に入学。数学が得意でもともと理工系が好きだったが、技術者ではなく経営者を志して大学受験では文系の学部を受験。東京商科大学（現・一橋大学）と早稲田大学にも合格したが、蹴って慶應義塾大学へ進学した。山本登ゼミを経て入った矢内原勝ゼミの第一期生で、始めは三菱商事や三井物産などの商社や、東京海上火災保険、丸善石油志望だった。
1960年に慶應義塾大学経済学部を卒業。父と親しかった十条製紙社長・金子佐一郎の紹介で日本石油の坂牧善一郎常務から推薦状を得て、同年名前も知らなかった日本石油株式会社に入社。直後に新潟製油所運輸課に配属され、原油の袋詰をトラックに積んで回収して回るという業務をこなす。この時の「油々寮」の4年先輩にいた島村宜伸らとともに麻雀や半玉との合コンをしたりした。
1964年3月、慶應義塾大学同窓にあたる上司の新潟製油所運輸課長から推薦状をもらい、大阪支店販売調整課に異動。神戸市の甲南女子大学近くの独身寮に住み、宝塚歌劇団団員を招き寮祭を開いたりした。1966年結婚し東京ヒルトンホテル（のちのキャピトル東急ホテル）で結婚式を行った。1940年1月1日生まれの妻・新子は、4歳年下で、雙葉高等学校を経て共立女子大学卒業後家事見習いをしていたところ、文明と見合いで知り合った。二男一女。
1970年4月に東京本社販売部黒油課に栄転となる。A重油販売の企画をたて、何度も品切れを起こすほどの成果を出し、5月には係長に昇格した。1972年から本社販売部白油課ガソリン担当係長。有鉛ガソリンが原因と考えられた牛込柳町鉛中毒事件に関し社を代表して石油連盟の対策会議に出席した。1971年から欧州石油事情調査団の一員として渡欧。また1973年には石油ヤミカルテル事件に関し樋渡利秋・東京地方検察庁検事やその上司の北島敬介検事、公正取引委員会から事情聴取を受けたが、交渉により供述調書の修正を行わせるなどし、不起訴となった。同時期に日本石油労働組合本社支部副委員長を兼務し、激しい組合活動の結果、1974年には2万円の賃上げを行わせることに成功した。
激務のため2時や3時に帰宅する日が続いていた中、血尿などのため会社診療所の医師に受診すると、劇症肝炎が発覚。1975年、39歳にしてついに過労から病に倒れて、義姉の夫が外科医長を務めていた国立病院医療センター（現国立国際医療研究センター）へ、2ヶ月ほど長期入院を余儀なくされ、完全に出世コースから外れたと思われたが、着実に販売実績を挙げて、1978年3月、本社販売2部燃料課課長代理に同期より1-2年遅れではあるが昇格。1981年には販売2部燃料1課長に昇格、1984年から販売1部販売課長を務め、販売部副部長を経て、平成2年（1990年）に販売部長に就任した。1992年には取締役販売部長に昇格。1995年常務取締役、1998年6月副社長。

### 三菱石油合併
1999年（平成11年）4月に「日本石油」と「三菱石油」が合併して「日石三菱」が発足すると、同社副社長に就任。中東出張を経て、2000年6月、人事・労務畑や総務優位で販売出身はありえないとされていた日石にあって、初の販売部長からの社長に就任した。更に、三菱財閥色を消すために、「三菱」のブランドを外そうとして、
- ガソリンスタンドのブランド名「エネオス（ENEOS）」を新社名にも採用しようとしたが、旧三菱石油出身者らの猛反対にあい、頓挫した[9]。
- 三菱石油のスリーダイヤマークのガソリンスタンドが廃止されることや、新社名から「三菱」の名前が消滅することに対する三菱グループ役員からの抵抗もあったが、渡は、彼らを説得することで、結果的に旧三菱石油特約店や三菱グループ役員の側が折れる形で受け入れざるを得なかった[10]

社長としては1999年から約6年間で約2200億円のコスト削減を達成。合併時に約1兆4000億円あった有利子負債も、1兆円を下回る規模まで削減を達成。前任の社長から「ケタが1つ違うのでは？」との声が挙がるほどの果断な経営戦略を進めて評価を挙げた。
2002年（平成14年）に「新日本石油」に社名変更した。

### その後
社長に就任した頃、トヨタ自動車から受けた技術賞の表彰式で張富士夫・トヨタ自動車社長と知り合い、その後、慶應義塾大学同窓の草刈隆郎・日本郵船社長から紹介を受け、張社長、草刈社長、矢崎裕彦・矢崎総業社長とともに四人会を結成。久能カントリー倶楽部でともに理事を務めた。
2003年、石油連盟会長に就任し、自動車排出ガス規制を進める石原慎太郎・東京都知事と面会。改善を報告し表彰を受けた。
2005年6月に経理畑の西尾進路副社長を後任の社長に据え、自身は会長に退いた。議論がしやすいよう常務会には出席しなかったが、イメージキャラクターのエネゴリについては、当初「エネゴリラ」の名称で社長決済を得たものを、より親しみやすいエネゴリくんに修正させた。2008年には九州石油を吸収合併するなど、旧・三菱石油との統合を進める一方、中国石油天然気集団公司に資本参加を求め、天津市やアラバマ州で合弁事業を開始させた。事業外では、EU・ジャパンフェスト日本委員会委員長を務め、ルーマニア国家勲章を受章した。
2006年日本経済団体連合会副会長に就任し、広報委員長として『経済Trend』編集を担当。経団連名誉会長の平岩外四、今井敬、奥田碩などとの交流を持った。

### ジャパンエナジーとの統合
2002年ころから高萩光紀・ジャパンエナジー社長（のちに新日鉱ホールディングス社長を経て、初代JXホールディングス社長）と数ヶ月に1回食事をするようになり、新日本石油とジャパンエナジーの合併を勧める手紙を貰ったり、ともにホールディングス方式での合併を構想したりした。2008年には椎間板ヘルニアのため入院しながら、ジャパンエナジーとの合併交渉を進めた。
2010年に新日本石油と新日鉱ホールディングスが統合して「JXホールディングス」が設立されると、渡は世代交代のため会長職就任を固辞し、清水康行（元・新日鉱HD会長）とともに相談役に退いた。その後は社会奉仕活動に従事し、母校学校法人成城学園副理事長や理事長を務め、教育問題などで提言を行っている他、経団連の実質的なナンバー2として米倉弘昌会長を支え、第2次安倍内閣行政改革推進本部行政改革推進会議委員などの要職を歴任している。

## 人物
- 尊敬する人物は、越後長岡藩の河井継之助[14]。
- 「販売の鬼」と言われた日石の大澤社長の下、常務として掛札勲と共に販売一筋で社長までのし上がった[15]。
- 「水素」を核に据えた第三のエネルギー革命を提言している[16]。

## その他公職・所属団体等
- 民間資金等活用事業推進委員会委員
- 日中経済協会訪中代表団
- EU・ジャパンフェスト日本委員会実行委員長
- 日本国際貿易促進協会
- 日本・アラブ経済フォーラム
- プラチナ構想ネットワーク
- 低炭素社会戦略センター（LCS）
- 世界省エネルギー等ビジネス推進協議会
- 日本エネルギー環境教育学会(JAEEE)

## 著書
- 『未来を拓くクール・エネルギー革命』 PHP研究所 2012年2月 ISBN 4569800203